# Вансбру
Вансбру (на шведски: Vansbro) е малък град в централна Швеция, лен Даларна. Главен административен център на община Вансбру. Разположен е около мястото на вливането на река Ванон в река Вестердалелвен. Намира се на около 220 km на северозапад от столицата Стокхолм и на около 70 km на югозапад от Фалун. Основан е през 18 век. ЖП възел. Ползва летището на съседния град Дала Йерна, който е на около 10 km на изток от Вансбру. Населението на града е 2026 жители според данни от преброяването през 2010 г.